# Radouš
Radouš je vesnice, část města Hostomice v okrese Beroun ve Středočeském kraji. Během let vystřídala ves mnoho pánů. Vesnicí vede železniční trať Zadní Třebaň – Lochovice (č. 172), na které se nachází železniční zastávka Radouš, a silnice II/114.

## Historie
První písemná zmínka o vesnici pochází z roku 1420.

## Obyvatelstvo
| Rok            | 1869 | 1880 | 1890 | 1900 | 1910 | 1921 | 1930 | 1950 | 1961 | 1970 | 1980 | 1991 | 2001 | 2011 | 2021 |
| -------------- | ---- | ---- | ---- | ---- | ---- | ---- | ---- | ---- | ---- | ---- | ---- | ---- | ---- | ---- | ---- |
| Počet obyvatel | 436  | 432  | 408  | 364  | 342  | 383  | 345  | 309  | 275  | 260  | 216  | 176  | 185  | 157  | 175  |
| Počet domů     | 60   | 59   | 64   | 65   | 70   | 70   | 78   | 84   | 74   | 74   | 67   | 75   | 76   | 88   | 90   |

## Obecní správa
Při sčítání lidu v letech 1850–1979 byla Radouš samostatnou obcí, nejprve v okrese Hořovice, od roku 1960 v okrese Beroun. Od 1. ledna 1980 je částí města Hostomice v okrese Beroun.

## Pamětihodnosti
- Smaragdové jezírko
- Kaplička